# Asian Five Nations 2008 (dywizje)
Asian Five Nations 2008 (z powodów sponsorskich HSBC Asian 5 Nations 2008) – inauguracyjna edycja corocznego turnieju organizowanego pod auspicjami ARFU dla azjatyckich męskich reprezentacji rugby union. Turnieje w ramach niższych od Top 5 dywizji odbywały się od czerwca do listopada 2008 roku. Zwycięzcy pierwszych dwóch dywizji uzyskali awans do wyższych klas rozgrywek, najsłabsze zespoły natomiast zostały relegowane do niższych. Turnieje obu dywizji służyły jednocześnie jako pierwszy etap kwalifikacji do Pucharu Świata 2011.

## System rozgrywek
Inauguracyjna edycja Asian Five Nations przewidywała rywalizację dla wszystkich dwudziestu pięciu członków ARFU, z czego najwyżej rozstawionych pięć zespołów wzięło udział w turnieju Top 5. Spośród pozostałych dwudziestu reprezentacji czołowa ósemka została podzielona na dwie czterozespołowe dywizje, między którymi istniał system awansów i spadków, dla pozostałych drużyn zaplanowano zaś cztery trzyzespołowe turnieje regionalnych.
Zawody Dywizji 1 oraz turnieje regionalne były rozgrywane systemem kołowym – zwycięzca meczu zyskiwał pięć punktów, za remis przysługiwały trzy punkty, zaś porażka nie była punktowana. Punkt bonusowy można było otrzymać za zdobycie przynajmniej czterech przyłożeń lub też za przegraną nie więcej niż siedmioma punktami. Rywalizacja w Dywizji 2 odbyła się natomiast w formie turnieju play-off – zwycięzcy półfinałów walczyli o triumf w zawodach i jednocześnie awans do wyższej dywizji, przegrani zaś z tych meczów o miejsce trzecie.
Turnieje Dywizji 1 i 2 służyły jednocześnie jako pierwszy etap kwalifikacji do Pucharu Świata w 2011.

## Dywizja 1
W turnieju Dywizji 1 miały wziąć udział cztery zespoły, z powodów wizowych nie stawiła się jednak reprezentacja Chin. Pozostała trójka rywalizowała zatem systemem kołowym w ciągu trzech meczowych dni pomiędzy 11 a 15 listopada w tajwańskim mieście Tainan. Dzięki punktom zdobywanym w końcówkach meczów w turnieju triumfowała reprezentacja Singapuru awansując tym samym do Top 5.
| 11 listopada 200819:00 | Singapur | 20:20(3:10) | Sri Lanka | Tainan Rugby Stadium, Tainan |
| 11 listopada 200819:00 |          | 20:20(3:10) |           | Tainan Rugby Stadium, Tainan |

| 13 listopada 200815:00 | Chińskie Tajpej | 22:23(12:13) | Singapur | Tainan Rugby Stadium, Tainan |
| 13 listopada 200815:00 |                 | 22:23(12:13) |          | Tainan Rugby Stadium, Tainan |

| 15 listopada 200815:00 | Chińskie Tajpej | 35:23(27:6) | Sri Lanka | Tainan Rugby Stadium, Tainan |
| 15 listopada 200815:00 |                 | 35:23(27:6) |           | Tainan Rugby Stadium, Tainan |

## Dywizja 2
W rozegranym na Army Stadium w Bangkoku turnieju wzięły udział cztery zespoły rywalizujące w dwóch meczowych dniach pomiędzy 11 a 14 czerwca. Triumfowała w nim reprezentacja Tajlandii awansując tym samym do Dywizji 1.
|  |                 |           |           |                   |   |           |           |       |
|  | Półfinały       | Półfinały | Półfinały |                   |   | Finał     | Finał     | Finał |
|  | Półfinały       | Półfinały | Półfinały |                   |   | Finał     | Finał     | Finał |
|  | 11 czerwca 2008 |           |           |                   |   |           |           |       |
|  |                 |           |           |                   |   |           |           |       |
|  | Tajlandia       | Tajlandia | 30        |                   |   |           |           |       |
|  | Tajlandia       | Tajlandia | 30        | 14 czerwca 2008   |   |           |           |       |
|  | Indie           | Indie     | 22        |                   |   |           |           |       |
|  | Indie           | Indie     | 22        |                   |   | Tajlandia | Tajlandia | 30    |
|  | 11 czerwca 2008 |           |           |                   |   | Tajlandia | Tajlandia | 30    |
|  |                 |           | Malezja   | Malezja           | 7 |           |           |       |
|  | Malezja         | Malezja   | Malezja   | Malezja           | 7 | 30        |           |       |
|  | Malezja         | Malezja   |           |                   |   |           |           |       |
|  | Pakistan        | Pakistan  | 5         |                   |   |           |           |       |
|  | Pakistan        | Pakistan  | 5         | Mecz o 3. miejsce |   |           |           |       |
|  |                 |           |           |                   |   |           |           |       |
|  | 14 czerwca 2008 |           |           |                   |   |           |           |       |
|  |                 |           |           |                   |   |           |           |       |
|  | Indie           | Indie     | 92        |                   |   |           |           |       |
|  | Indie           | Indie     | 92        |                   |   |           |           |       |
|  | Pakistan        | Pakistan  | 0         |                   |   |           |           |       |
|  | Pakistan        | Pakistan  | 0         |                   |   |           |           |       |

| 11 czerwca 200818:00 | Tajlandia | 30:22(27:12) | Indie | Army Stadium, Bangkok |
| 11 czerwca 200818:00 |           | 30:22(27:12) |       | Army Stadium, Bangkok |

| 11 czerwca 200816:00 | Malezja | 30:5(22:0) | Pakistan | Army Stadium, Bangkok |
| 11 czerwca 200816:00 |         | 30:5(22:0) |          | Army Stadium, Bangkok |

| 14 czerwca 200818:00 | Tajlandia | 30:7(13:7) | Malezja | Army Stadium, Bangkok |
| 14 czerwca 200818:00 |           | 30:7(13:7) |         | Army Stadium, Bangkok |

| 14 czerwca 200815:30 | Indie | 92:0 | Pakistan | Army Stadium, Bangkok |
| 14 czerwca 200815:30 |       | 92:0 |          | Army Stadium, Bangkok |

## Turniej regionalny 1
W rozegranym na Wettengel Rugby Field w Dededo turnieju wzięły udział trzy zespoły rywalizujące systemem kołowym w trzech meczowych dniach pomiędzy 27 czerwca a 5 lipca, a zwycięska okazała się reprezentacja Filipin.
| 27 czerwca 200816:00 | Guam | 74:0(31:0) | Brunei | Wettengel Rugby Field, Dededo |
| 27 czerwca 200816:00 |      | 74:0(31:0) |        | Wettengel Rugby Field, Dededo |

| 2 lipca 200816:00 | Brunei | 0:101(0:54) | Filipiny | Wettengel Rugby Field, Dededo |
| 2 lipca 200816:00 |        | 0:101(0:54) |          | Wettengel Rugby Field, Dededo |

| 5 lipca 200816:00 | Guam | 8:20(3:8) | Filipiny | Wettengel Rugby Field, Dededo |
| 5 lipca 200816:00 |      | 8:20(3:8) |          | Wettengel Rugby Field, Dededo |

## Turniej regionalny 2
W rozegranym na Pelita Harapan University Stadium w Dżakarcie turnieju wzięły udział trzy zespoły rywalizujące systemem kołowym w trzech meczowych dniach pomiędzy 12 a 19 lipca. Wygrywając oba spotkania triumfowała w nim reprezentacja gospodarzy.
| 12 lipca 200814:00 | Laos | 33:0(20:0) | Kambodża | Pelita Harapan University Stadium, Dżakarta |
| 12 lipca 200814:00 |      | 33:0(20:0) |          | Pelita Harapan University Stadium, Dżakarta |

| 15 lipca 200816:00 | Indonezja | 23:11(15:5) | Laos | Pelita Harapan University Stadium, Dżakarta |
| 15 lipca 200816:00 |           | 23:11(15:5) |      | Pelita Harapan University Stadium, Dżakarta |

| 19 lipca 200816:00 | Indonezja | 55:3(17:0) | Kambodża | Pelita Harapan University Stadium, Dżakarta |
| 19 lipca 200816:00 |           | 55:3(17:0) |          | Pelita Harapan University Stadium, Dżakarta |

## Turniej regionalny 3
W rozegranym w Biszkeku turnieju wzięły udział trzy zespoły rywalizujące systemem kołowym w trzech meczowych dniach pomiędzy 5 a 10 października, a wygrywając oba spotkania triumfowała w nim reprezentacja Iranu.
| 5 października 2008 | Kirgistan | 16:30(13:13) | Iran | Biszkek |
| 5 października 2008 |           | 16:30(13:13) |      | Biszkek |

| 8 października 2008 | Iran | 8:6 | Uzbekistan | Biszkek |
| 8 października 2008 |      | 8:6 |            | Biszkek |

| 10 października 2008 | Kirgistan | 15:15(5:5) | Uzbekistan | Biszkek |
| 10 października 2008 |           | 15:15(5:5) |            | Biszkek |

## Turniej regionalny 4
Turniej z udziałem Makau, Mongolii and Kataru nie odbył się.